# Frytum

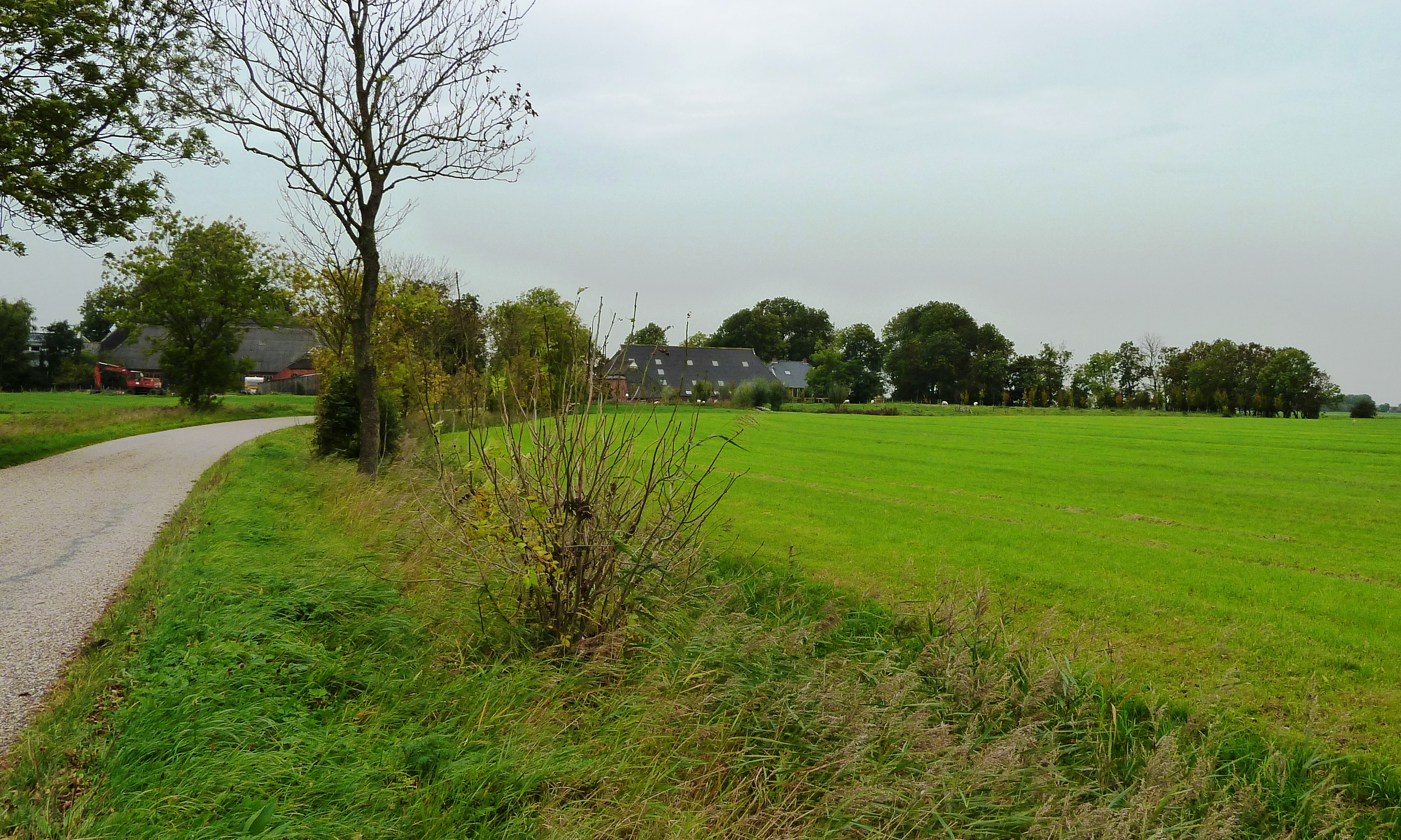
Frytum gezien vanaf het oosten (Noordhorn/Oldehove). Links boerderij Frytema, rechts de wierde met boerderij Frytemaheerd. Voor boerderij Frytemaheerd lopen schapen op het hoogste deel van de wierde.

Frytum, ook Frijtum of Fritum genoemd, is een wierde in de gemeente Westerkwartier in de Nederlandse provincie Groningen. De wierde, die nog helemaal gaaf is, ligt aan de rand van het voormalige eiland Humsterland, ongeveer halverwege de dorpen Oldehove en Noordhorn en heeft een hoogte van 2,1 meter boven NAP. Oorspronkelijk was dit een radiale wierde, maar later werd er blokverkaveling toegepast.
De wierde bestaat uit een dorpswierde en een kleinere huiswierde. Uit scherven aardewerk blijkt dat de wierde reeds rond 250 v. Chr. werd bewoond. Oorspronkelijk werd de wierde Mewerd of Meerwerd (mogelijk de vroegste naam) genoemd. De middeleeuwse Mewerder kluft van het Humsterland was hiernaar vernoemd. De wierde verkreeg in 2006 de status van archeologisch monument.
Bij de wierde heeft vroeger mogelijk een borg gestaan, het Fritemahuis. In de bronnen wordt echter nooit van een 'steenhuis' of 'borg' gesproken. De eerste vermelding van het Fritemahuis dateert uit 1453. In 1678 was het huis echter al van geringe betekenis. De plaats waar de borg heeft gestaan is nog vaag in het landschap te herkennen aan een flauwe laagte in het land. Hiernaast staat nu de boerderij Frytemaheerd, die een gevelsteen met het jaar 1818 heeft. Aan de achterzijde van deze boerderij resteert nog een stuk van de vroegere gracht van het Fritemahuis. Begin 21e eeuw werd door de bewoners daarvan begonnen met het herstel van de wierde. Er moet een pad omheen komen en op de wierde zijn twee boomgaarden aangeplant. Aan de andere zijde van de weg staat de boerderij Bruiningaheerd, waar de naam 'Frytema' en het jaartal 1785 op een gevelsteen staat vermeld. De families Brun(n)inge (Bruininga) en Fritema waren waarschijnlijk verwant aan elkaar, daar rond 1500 dezelfde voornamen voorkomen bij beide families. Aan noordzijde van de wierde stond in de 19e eeuw nog een boerderij genaamd Soege Lubberts Stede. Deze wordt vereenzelvigd met de Meerter- of Mewerderheerd, waarnaar de wierde oorspronkelijk genoemd was.

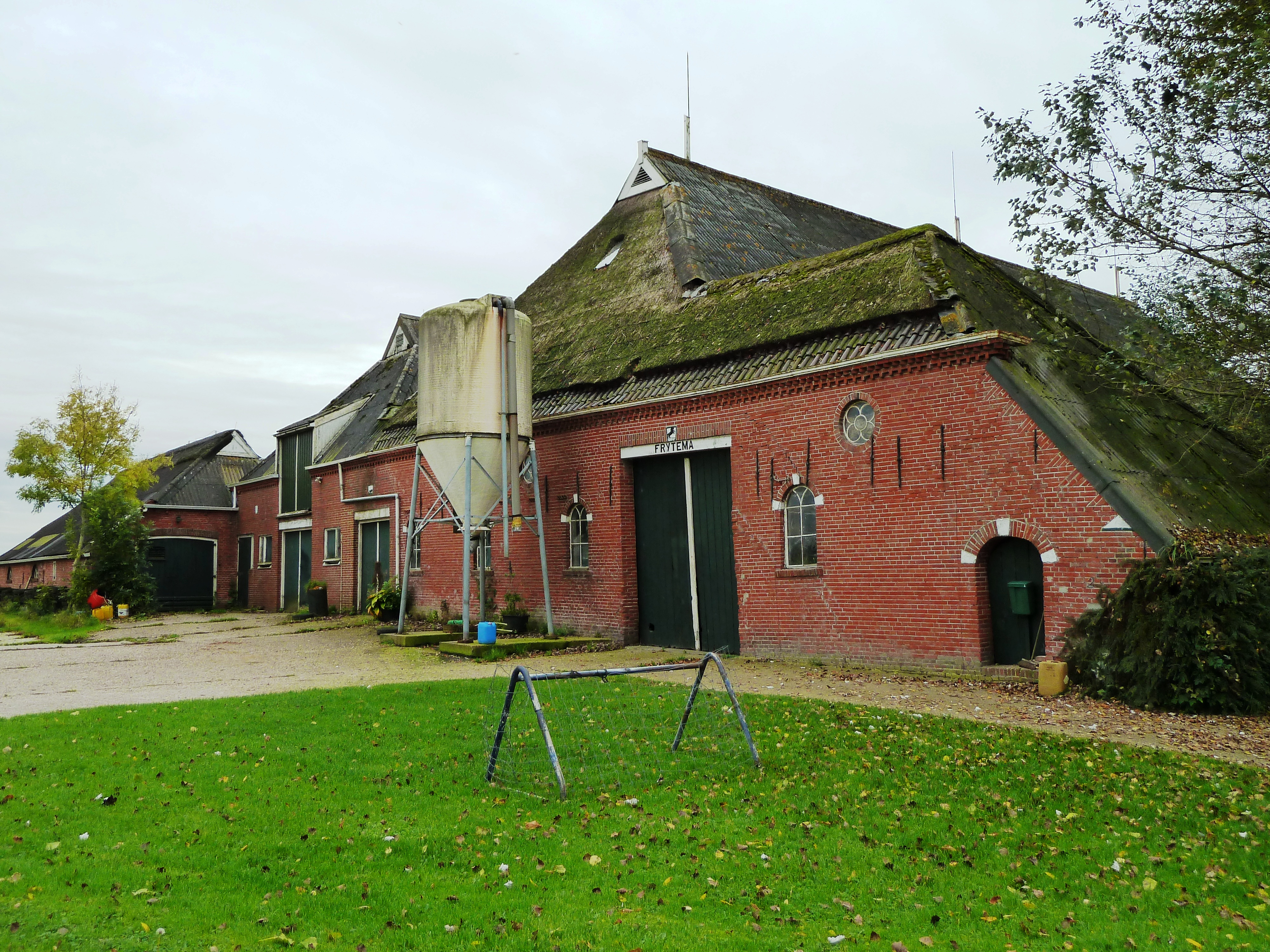
Boerderij Bruiningaheerd (1785)